# Усадьба Клаповской
Усадьба Клаповской — усадьба в Москве по адресу Гончарная улица, дом 14, дом 16 стр. 1 и стр. 2. Объект культурного наследия федерального значения.

## История
Ансамбль усадьбы состоит из главного дома и двух флигелей, которые соединяет ограда с кованой решёткой и двумя воротами. Главный дом выстроен на основе двухэтажного прямоугольного здания 1800-х годов постройки, в то же время был выстроен северный флигель, похожий на флигеля расположенной неподалёку усадьбы Баташева (по другой информации в основе главного здания усадьбы лежат одноэтажные палаты XVII века). Дошедший до настоящего времени облик в стиле ампир усадьба приобрела во время перестройки после пожара 1812 года в 1816—1823 годах по заказу купца И. С. Рахманова. В ходе работ был возведён южный флигель, парадный двор и улицу разделила ограда с лёгкой кованой решёткой на рустованном цоколе. Въездные ворота были обрамлены монументальными пилонами, а главный дом получил шестиколонный ионический портик и широкую открытую лестницу. В результате, несмотря на скромные размеры, ансамбль приобрёл монументальный вид. Массивность стен подчёркивает элегантная лепнина. Декор фриза портика и пилонов ворот не имеет аналогов, окна в центре главного дома украшены орнаментальными люнетами.
В 1830-х годах усадьбу приобрёл купец П. Молошников, при нём во фронтоне главного дома был выполнен вензель из переплетённых инициалов владельца «П» и «М». Последней хозяйкой усадьбы до революции была М. П. Клаповская. С приходом советской власти в зданиях усадьбы расположился «Дом научного атеизма», после перестройки — «Центр Духовного Наследия».
В настоящее время в усадьбе располагается компания ЛИГ «Сафинат», на её средства была выполнена полная научная реставрация главного дома. Во время работ была восстановлена исходная планировка, живописные и лепные плафоны, росписи потолка, наборный паркет. Согласно сохранившимся рисункам выполнены мебель и детали интерьера.

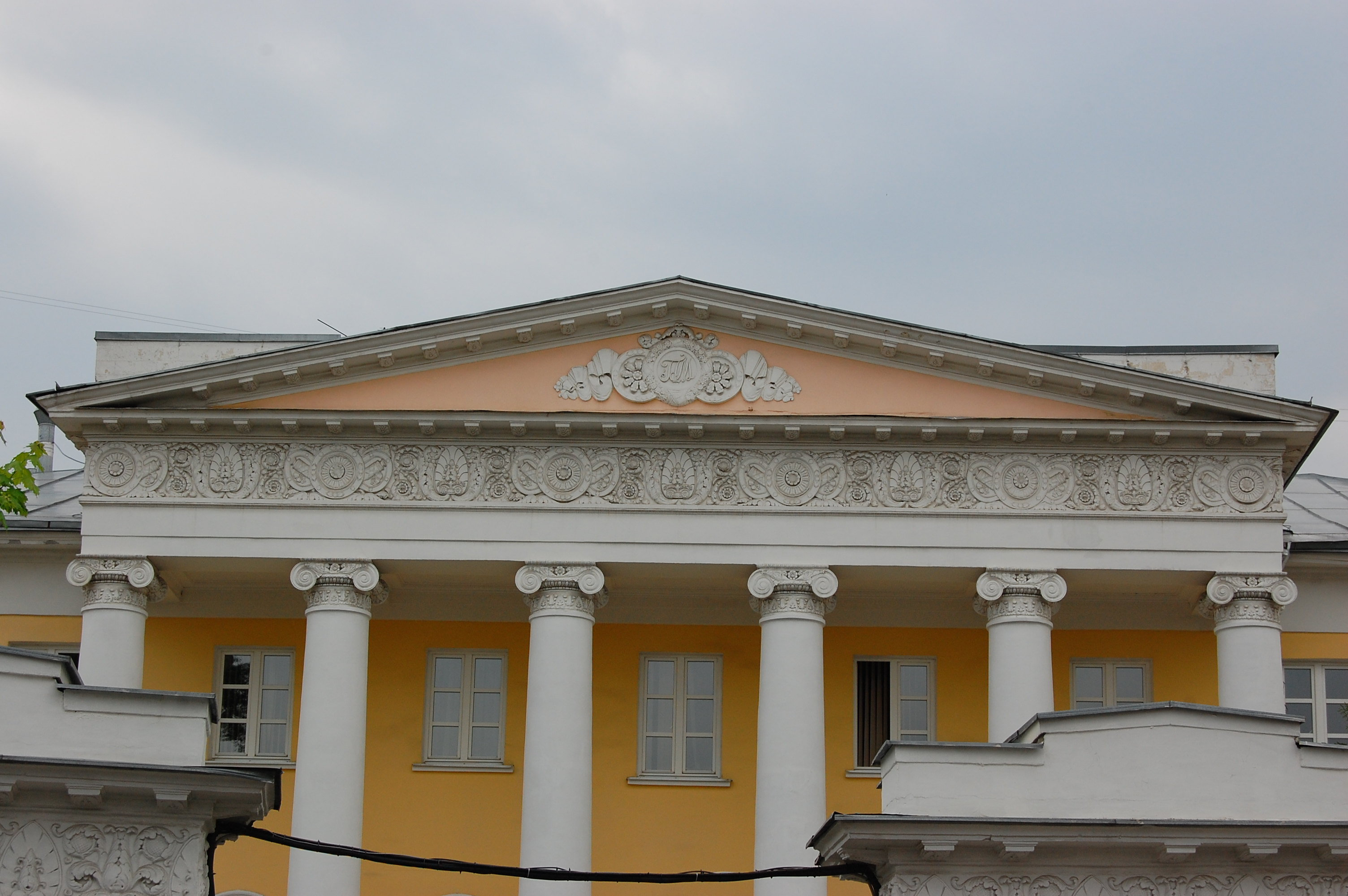
Фронтон главного дома
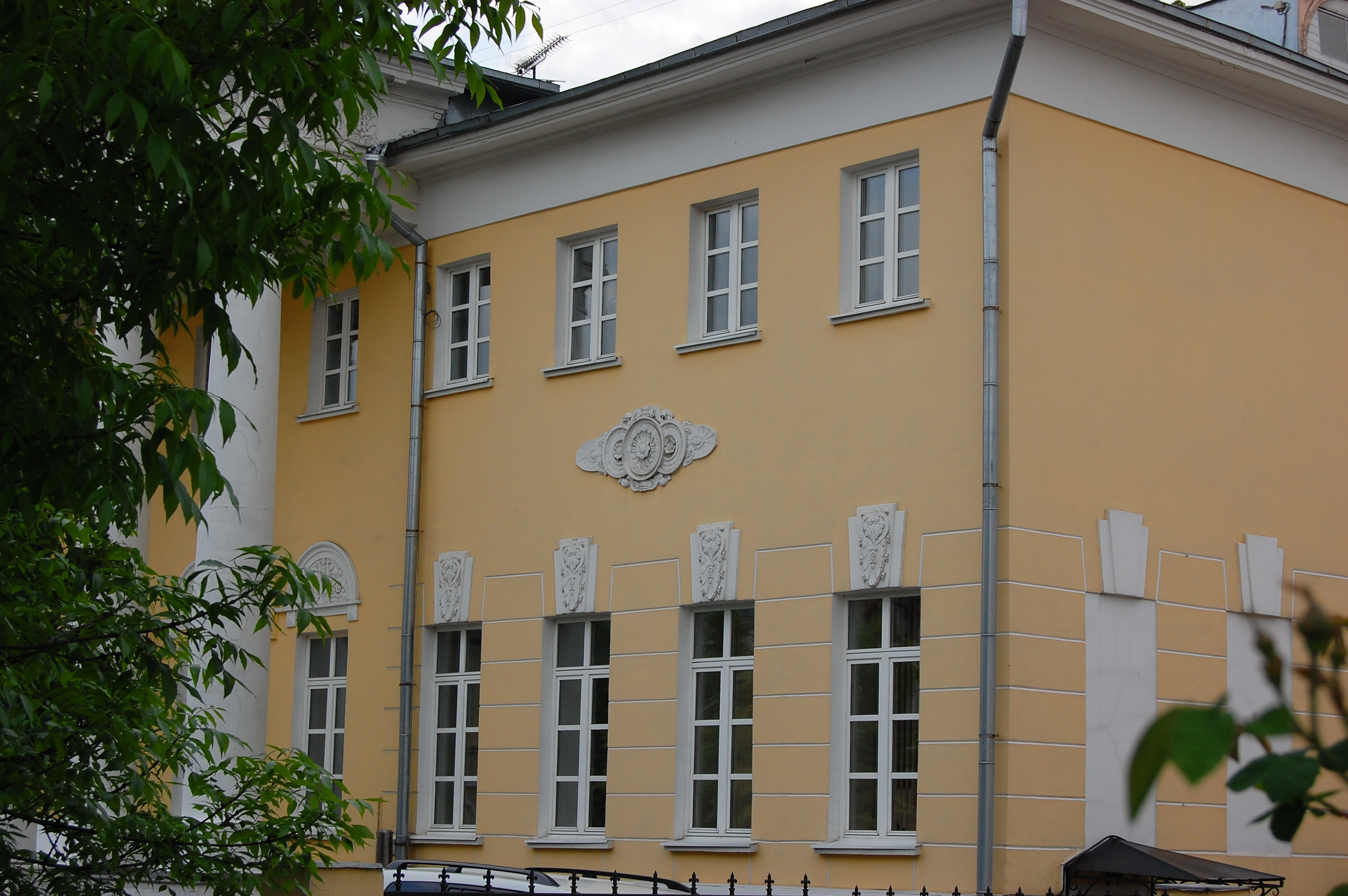
Элементы декора главного дома
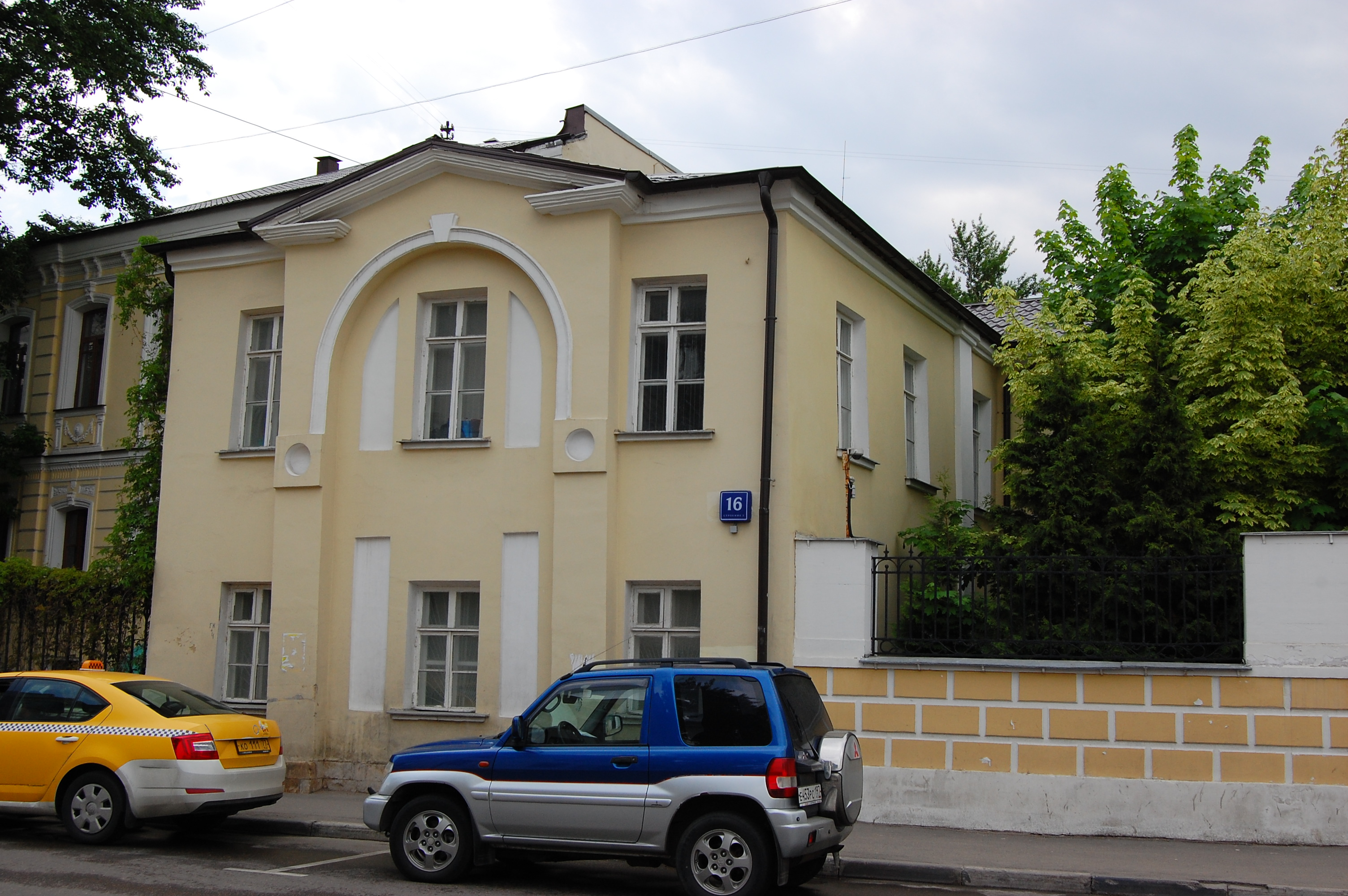
Левый корпус